# 阪合部村
阪合部村（さかあいべむら）は奈良県中部、宇智郡に属していた村。現在は五條市の西部一帯。

## 歴史
- 1889年（明治22年）4月1日 - 町村制の施行により、宇智郡 相谷村、上野村、犬飼村、阪合部新田、中村、黒駒村、大野村、樫辻村、山陰村、表野村、火打村、大津村、田殿村、大深村が合併し、宇智郡阪合部村が成立。
- 1957年（昭和32年）10月15日 - 五條町、野原町、牧野村、北宇智村、宇智村、大阿太村、南阿太村と合併し、五條市が発足。同日阪合部村廃止。

## 交通

### 鉄道路線
- 日本国有鉄道
  - 和歌山線

駅は存在しない。

### 道路
- 一級国道24号（現：国道24号）

## 名所・旧跡・観光スポット・祭事・催事
- 陀々堂の鬼はしり（旧暦1月14日[1]）